# Зграда управе расадника у Крчагову
У згради управе расадника у Крчагову, у Ужицу, је 1941. године било одељење фабрике оружја. У централном регистру Споменика културе Републике Србије се води под јединственим називом Историјске зграде у Ужицу, као непокретно културно добро од изузетног значаја.
Зграда је приземна грађевина, подигнута од тврдог материјала. Била је 1941. године усамљена на узвишењу код болнице. После ослобођења, изграђени су стамбени објекти и приватне куће које допиру до зграде бившег расадника. У згради расадника радила је фабрика оружја све до бомбардовања Крчагова 19. октобра 1941. године. Одатле су је радници преселили у трезоре Народне банке, где је радила до експлозије која ју је потпуно уништила.
Зграда фабрике оружја и муниције у Крчагову обележена је спомен-плочом.